# Alchemilla diademata
Alchemilla diademata là một loại cây lâu năm thuộc chi Alchemilla. Đây là loài đặc hữu của quốc gia Liban. Tất cả những thành viên trong chi Alchemilla đều được gọi với cái tên mỹ miều là "chiếc áo choàng của người phụ nữ".

## Phạm vi
A. diademata chỉ được tìm thấy duy nhất tại núi Sannine, một ngọn núi thuộc dãy núi Liban, nằm cách thủ đô Beirut 40 km về phía đông bắc, thường mọc trên những vùng sa thạch ẩm.

## Mô tả
A. diademata là cây bụi thân thảo, cao khoảng từ 10 đến 15 cm, lông tơ phủ đầy gốc rễ nhưng thưa dần khi lên trên ngọn và các cành. Lá có 7 đến 9 thùy, mỗi thùy đều có từ 6 đến 7 răng cưa lớn mỗi bên, dài khoảng 3 – 4 cm và rộng khoảng 2 – 3 cm; các thùy lá có hình quả thận; đầu mút của mỗi răng cưa trên lá có một túm lông tơ nhỏ; mặt dưới lá phủ đầy lông tơ, ngược lại với mặt trên. Cây có những lá kèm dài, màu nâu. Hoa mọc thành các cụm, có màu xanh lá pha màu vàng chanh, hình trứng, nở từ tháng 5 đến tháng 7. Quả có hình bầu dục hay hình chuông úp.

## Sử dụng
Một cuộc khảo sát năm 2004 về thực vật bản địa của Liban cho biết, A. diademata đã được sử dụng như một vị thảo dược trong y học dân gian. Một thí nghiệm tại Trung tâm bảo tồn thiên nhiên của Đại học Mỹ tại Beirut cho thấy, A. diademata có hoạt tính kháng khuẩn chống lại tụ cầu vàng và hoạt tính kháng nấm chống lại Candida albicans.
Ngoài ra, toàn bộ chất chiết xuất từ A. diademata có tác dụng đáng kể chống lại loài bọ phấn trưởng thành, một loài sâu hại trong nông nghiệp.